# 津軽小原節
津軽小原節（つがるおはらぶし）は青森県津軽地方に伝わる日本の民謡。「おわら節」とも。「じょんから節」「よされ節」とあわせ「津軽三つもの」と呼ばれる。

## 解説
津軽小原節は青森県津軽地方で唄われる酒盛り唄である。八戸付近ではハイヤ節を祖とする宮城の「塩釜甚句」を元とする「塩釜」が唄われていた。この「塩釜」は津軽へと伝わり塩釜甚句（津軽塩釜甚句）として唄われるようになった 。この唄は囃子言葉にオワラが入ることから「おわら節」とも呼ばれるようになった。このおわら節は短詩形の七七七五調で唄われてきたが、宴会唄として唄われるうちに歌詞が引き延ばされクドキ調へと変化し、大正から昭和初期にかけて現代まで伝わる津軽小原節の曲調が確立した。
同じく「小原節」「おわら節」として知られる民謡に「鹿児島おはら節」や「越中おわら節」が知られるが、「津軽小原節」は今日の七五を反復する曲調が成立したのちに、民謡歌手の成田雲竹が改めて命名したものである。また、秋田県に伝わる「秋田おはら節」は明治から大正にかけて唄われていた津軽のおわら節を元唄としている。